# 바스 공습

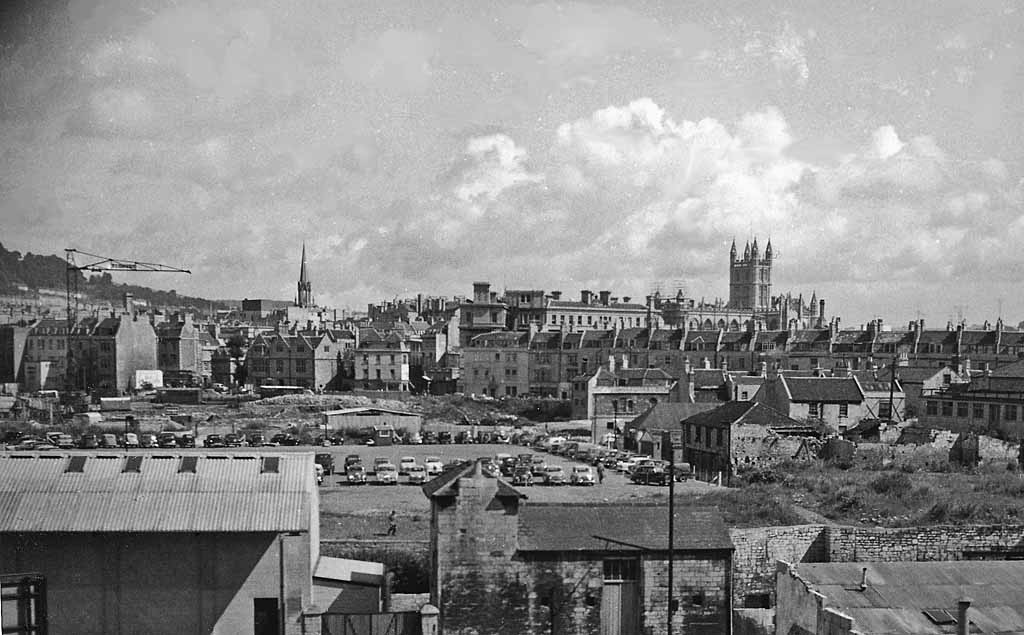
1958년 바스 중심부 전경. 여전히 전쟁 피해의 흔적이 남아 있다.

바스 대공습은 제2차 세계 대전 중 나치 독일의 루프트바페가 영국의 도시 바스에 가한 공습을 가리키는 용어이다.
이 도시는 1942년 4월 소위 "베데커 공습"의 일환으로 폭격당했다. 베데커 공습에서는 전략적 또는 군사적 가치보다는 문화적, 역사적 가치를 기준으로 목표가 선정되었다.

## 배경
바스는 영국 대공습, 즉 독일의 영국 도시 야간 폭격 공세 동안 수많은 공습 경보를 받았다. 폭격기들이 인근 브리스틀로 향하는 길에 상공을 비행했기 때문이다. 브리스틀은 이 기간 내내 심하게 폭격당했으며, 1940년과 1941년 동안 바스에도 여러 발의 폭탄이 떨어졌다. 그러나 1942년 3월 RAF의 폭격 공세 효과가 크게 향상되어 뤼베크가 파괴된 것에 대한 대응으로 시작된 베데커 공습이 시작된 1942년 4월까지 바스는 대체로 피해를 입지 않았다.

## 대공습
1942년 4월 25일부터 27일 주말 동안, 바스는 나치 점령하의 프랑스 북부에서 이륙한 루프트바페 항공기 80대의 세 차례 공습을 받았다.
도시의 사이렌이 울렸음에도 불구하고, 첫 번째 선도 폭탄이 떨어졌을 때에도 대피하는 시민은 거의 없었다. 바스 사람들은 여전히 공격이 인근 브리스틀을 겨냥한 것이라고 믿었다. 지난 4개월 동안 브리스틀은 거의 매일 밤 공격을 받았기 때문에, 바스 사람들은 폭탄이 자신들에게 떨어질 것이라고 예상하지 않았다.
첫 번째 공습은 토요일 밤 11시 직전에 시작되어 새벽 1시까지 계속되었다. 독일 항공기는 프랑스로 돌아가 연료를 보급하고 재무장한 후 새벽 4시 35분에 다시 돌아왔다. 바스는 첫 번째 공습으로 여전히 불타고 있었기 때문에 독일 폭격기들이 목표물을 더 쉽게 식별할 수 있었다. 세 번째 공습은 단 두 시간 동안 지속되었지만 막대한 피해를 입혔으며, 월요일 새벽에 시작되었다. 폭격기들은 저공 비행하여 고폭탄과 소이탄을 투하한 후 돌아와 기관총 사격으로 거리를 휩쓸었다.

## 영향
417명이 사망하고 1,000명이 부상당했다. 19,000채 이상의 건물이 영향을 받았으며, 그 중 1,100채는 심각하게 손상되거나 파괴되었고, 여기에는 건축적 또는 역사적 가치가 있는 건물 218채가 포함되었다. 로열 크레센트, 서커스, 패러건의 주택들이 파괴되었고 어셈블리 룸은 전소되었다.
500 킬로그램 (1,100 lb)의 고폭탄이 퀸 스퀘어 남쪽에 떨어져 남쪽 건물의 주택들이 손상되었다. 프랜시스 호텔은 호텔 전면의 24 미터 (79 ft)를 잃었고, 퀸 스퀘어의 대부분의 건물은 어느 정도 파편 손상을 입었다. 파괴 정도를 고려할 때 광장의 사상자는 적었는데, 대부분의 호텔 투숙객과 직원은 호텔 지하실로 대피했기 때문이었다. 바스 교회의 대부분은 크게 손상되었고, 스톨 스트리트의 세인트 제임스 교회와 세인트 앤드루 교회는 둘 다 철거되어야 했다. 세인트 제임스 부지는 현재 소매 건물이며 세인트 앤드루 부지는 현재 공원이다.
많은 건물들이 이후 복원되거나 다른 건물이나 새로운 토지 용도(예: 공원)로 대체되었지만, 여전히 폭격의 흔적이 남아 있다.

## 유산

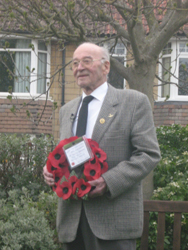
2008년 4월 25일 바스에서 열린 추모식에서 빌리 슐루데커가 그의 추모 화환과 함께 있다.

공습 후, 당시 개인 소유의 중앙 정원에 퀸 스퀘어 거주자들을 위한 방공호가 제공되었다. 1948년, 주민들은 이 정원을 바스 시민들에게 기부했으며, 이는 적의 공격 희생자들을 위한 기념물이 될 의도였다. 오늘날 이 광장에서는 제인 오스틴 축제와 연례 바스 불스 토너먼트를 비롯한 다양한 공동체 활동이 열린다.
바스 대공습을 포함하여 루프트바페를 위해 120회 이상의 출격을 수행했던 빌리 슐루데커(87세)는 2008년 4월 25일 금요일 바스에서 열린 연례 추모식에 참석하기 위해 영국을 방문했다. 빌리 슐루데커는 2010년 6월 17일 쾰른의 한 병원에서 90세의 나이로 사망했다.
바스 현장에 배정된 소방관 중에는 2000년대에 제1차 세계 대전의 마지막 생존 영국 영국 육군 참전 용사가 된 해리 패치가 있었다.
2016년, 전 로열 하이 스쿨 (바스) 부지 놀이터 아래에서 작업자들이 500 파운드 (230 kg)의 폭탄을 발견했다. 70년 이상 발견되지 않았던 이 폭탄은 폭탄 처리 팀에 의해 안전 조치된 후 토르 웍스 채석장으로 옮겨져 폭발 처리되었다.